# 二條吉忠
二條吉忠（1689年9月26日—1737年8月28日），是江戶時代中期的公卿；櫻町天皇的關白，也是藤原北家攝關家的二條家當主。其名字中的「吉」字是將軍德川綱吉賜下的偏諱。

## 生涯
二條吉忠在元祿二年（1689年）出生，是父母二條綱平及榮子內親王（靈元天皇第三皇女）的兒子。元祿九年（1696年）元服及敘從五位，十一年（1698年）十二月昇敘從三位，位列公卿。
正德五年（1715年）任內大臣，後曾轉任右大臣、左大臣。享保十四年（1729年）敘從一位，至元文元年（1736年）接替近衛家久成為關白。
元文二年（1737年）八月初三辭去關白，同日逝世，享年49歲，明和六年（1769年）外孫後櫻町天皇追贈他為准三。